# فهرست مراکز شهرستان‌های استان البرز
فهرست مراکز شهرستان‌های استان البرز:
1. طالقان.
2. کرج.
3. نظرآباد.
4. هشتگرد.